# Ianthasaurus
Ianthasaurus hardestiorum
Genre
Espèce
Ianthasaurus est un genre fossile de petits pélycosaures de la famille fossile des Edaphosauridae du Carbonifère supérieur, découvert dans le Colorado et au Kansas.
Selon Paleobiology Database en 2024, ce genre est resté monotypique et la seule espèce est Ianthasaurus hardestiorum.

## Description
C'est l'un des plus petits pélycosaures connus, avec un crâne de 8 cm et une longueur totale de 75 cm. Ianthasaurus manque beaucoup des spécialisations spectaculaires vues chez Edaphosaurus. Par exemple, la denture marginale de Ianthasaurus est semblable à celle des reptiles insectivores, avec des dents coniques minces qui sont légèrement recourbées aux extrémités, et il y a un léger développement d'une région caniniforme. La dentition palatine et mandibulaire est non spécialisée, et il n'y a pas de piles de dents pour broyer les végétaux. Aussi, contrairement à Edaphosaurus, Ianthasaurus était légèrement construit et était probablement assez agile. Le crâne était semblable à celui d'Haptodus, l'un des plus petits sphénacodontes, bien qu'ils aient été lointainement liés,,.

## Historique
Le nom valide complet (avec auteur) de ce taxon est Ianthasaurus Reisz (d) & Berman (d), 1986,,.

### Publication originale
- [1986] (en) R. R. Reisz et D. S. Berman, « Ianthasaurus hardestii n. sp., a primitive edaphosaur (Reptilia, Pelycosauria) from the Upper Pennsylvanian Rock Lake Shale near Garnett, Kansas », Canadian Journal of Earth Sciences, vol. 23, no 1,‎ 11986, p. 77-91 (DOI 10.1139/e86-008).